# Baselios Paulose I
Baselios Paulose I (imię świeckie Paulose Murimattom, ur. 19 stycznia 1836 w Kolencherry, zm. 2 maja 1913) – duchowny Malankarskiego Kościoła Ortodoksyjnego, w latach 1912–1913 Katolikos Wschodu i pierwszy zwierzchnik tegoż Kościoła.

## Życiorys
W 1843 został wyświęcony na diakona. Święcenia kapłańskie przyjął w 1852 roku. Sakrę biskupią otrzymał 17 maja 1877 z rąk patriarchy antiocheńskiego Ignacego Piotra IV i objął rządy w diecezji Kottayam. Jako biskup przyjął imię Jan. 15 września 1912 emerytowany patriarcha Antiochii Ignacy Abdul Masih II intronizował go na katolikosa; miało to związek z nadaniem przez niego autokefalii Kościołowi malankarskiemu wbrew woli urzędującego patriarchy Ignacego Abdullaha II. Przewodził Kościołowi ponad pół roku.
Zmarł 2 maja 1913 i został pochowany w kościele Pampakuda Cheriya. Po jego śmierci stolica św. Tomasza pozostała nieobsadzona przez 12 lat, aż do wyboru katolikosa Bazylego Jerzego I.